# Pasteryzacja
Pasteryzacja – technika konserwacji za pomocą odpowiednio dobranego podgrzewania produktów spożywczych, tak aby zniszczyć lub zahamować wzrost drobnoustrojów chorobotwórczych lub enzymów przy jednoczesnym zachowaniu smaku produktów i uniknięciu obniżenia ich wartości odżywczych. Głównym zadaniem pasteryzacji jest przedłużenie trwałości produktów poprzez unieszkodliwienie form wegetatywnych mikroorganizmów. Proces ten nie niszczy jednak form przetrwalnikowych ani większości wirusów.
Specyficzną metodą pasteryzacji jest tyndalizacja, inną tzw. apertyzacja, czyli „wekowanie”.
Ogrzewanie do temperatury powyżej 100 °C nazywane jest sterylizacją. Jedną z metod sterylizacji żywności jest proces UHT.

## Nazwa

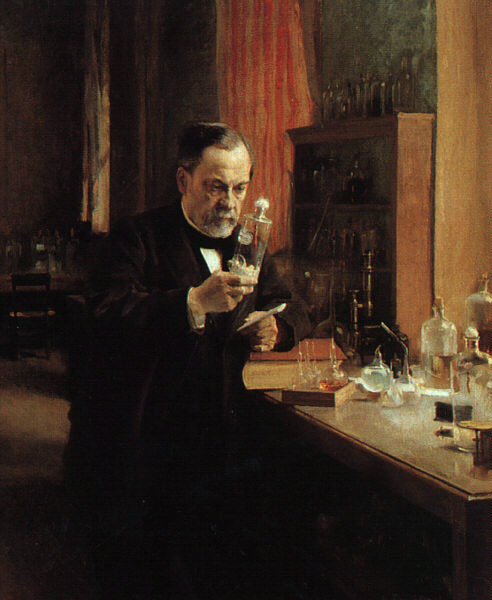
Ludwik Pasteur w swoim laboratorium

Nazwa procesu pochodzi od Louisa Pasteura, który wytłumaczył, dlaczego podgrzewanie i hermetyzacja umożliwiają dłuższe przechowywanie żywności.

## Pasteryzacja mleka
Według Międzynarodowej Federacji Mleczarskiej (FIL/IDF) pasteryzacja mleka to cieplna obróbka w temperaturze poniżej 100 °C, która ma na celu zmniejszenie liczby drobnoustrojów chorobotwórczych do poziomu nie stanowiącego zagrożenia dla zdrowia publicznego. W praktyce pasteryzacja niszczy całkowicie komórki wegetatywne drobnoustrojów chorobotwórczych i w 99-99,9% drobnoustrojów saprofitycznych. Mleko spożywcze pasteryzowane wykazuje ujemny wynik testu na fosfatazę alkaliczną (enzym naturalnie występujący w mleku surowym). Temperatura mleka spożywczego pasteryzowanego w opakowaniach jednostkowych przeznaczonego do sprzedaży detalicznej w czasie przechowywania i transportu nie może być wyższa niż 8 °C.
Mleko spożywcze pasteryzowane dostępne w handlu produkuje się z zastosowaniem następujących wariantów obróbki cieplnej i technologii:
- mleko niskopasteryzowane (pasteryzacja długotrwała) - ogrzewane w temperaturze powyżej 63 °C, ale poniżej 80 °C przez 30 minut,
- mleko niskopasteryzowane (pasteryzacja krótkotrwała) - ogrzewane w temperaturze powyżej 72 °C, ale poniżej 80 °C przez 15 sekund (obróbka HTST, z ang. High Temperature Short Time),
- mleko wysokopasteryzowane - ogrzewane w temperaturze powyżej 80 °C, ale poniżej 100 °C,
- mleko mikrofiltrowane - mleko poddane procesowi mikrofiltracji, w czasie której z mleka usuwa się ponad 98% drobnoustrojów, a następnie poddaje pasteryzacji długotrwałej (63 °C/30 minut)[1].

Zwykła metoda pasteryzacji polega na ogrzewaniu mleka do temperatury powyżej 72 °C, jednak nie większej niż 100 °C. Znany jest również proces pasteryzacji mleka polegający na ogrzaniu go do temperatury 85 °C w ciągu 30 minut w zamkniętym urządzeniu nazywanym pasteryzatorem. Tę drugą metodę pasteryzacji, zwaną klasyczną, opracował w 1886 roku Franz von Soxhlet.

## Ustalanie parametrów i walidacja procesu pasteryzacji w zakładach branży spożywczej
Do ustalania parametrów procesu pasteryzacji oraz walidacji procesu termicznego wymagane jest wykonanie czterech kluczowych grup czynności (źródło: Biuro Naukowo-Techniczne SIGMA)
- ETAP 1: Przegląd wdrożonych w zakładzie warunków wstępnych, przegląd planu HACCP, przegląd specyfikacji surowców i wyrobu gotowego (w szczególności ocena pH, kwasowości, aktywności wody wyrobu)
- ETAP 2: Przegląd programu/programów autoklawu stosowanych do termicznej obróbki wyrobu (jeśli wymagane - wykonanie pomiarów różnicy ciśnień między komorą autoklawu a wnętrzem opakowania)
- ETAP 3: Wykonanie mapowania autoklawu (pomiarów dystrybucji temperatury w komorze autoklawu)
- ETAP 4: Wykonanie pomiarów penetracji ciepła do wnętrza opakowania z wyrobem poddawanym procesowi pasteryzacji.

## Konserwacja żywności
Produkty pasteryzowane można przechowywać przez kilka dni, po zastosowaniu hermetycznych opakowań i pewnych zabiegów wspomagających (wekowanie, peklowanie) przydatność do spożycia wydłuża się wielokrotnie.
Produkty najczęściej poddawane pasteryzacji to:
- mleko i jego przetwory
- wino
- piwo
- przetwory owocowe (dżemy, marmolady, soki owocowe)
- przetwory warzywne
- mięso, wędliny